# Deutsch-palauische Beziehungen
Die Beziehungen zwischen Deutschland und Palau bestehen seit 1997 und besitzen geschichtliche Wurzeln in der deutschen Kolonialzeit.

## Diplomatische Beziehungen
Erster bilateraler Kontaktpunkt der beiden Länder ist die Herrschaft des Deutschen Reiches über Palau innerhalb der Kolonie Deutsch-Neuguinea zwischen 1899 und 1914, die im Inselstaat nur wenige Spuren hinterließ. Hierzu gehören die Reste eines Phosphat-Tagebaus auf Koror und der noch heute so bezeichnete German Channel. Seit dem 11. November 1997 bestehen diplomatische Beziehungen.
Deutschland besitzt keine Botschaft in Palau; diese Aufgabe übernimmt die deutsche Botschaft Manila auf den Philippinen. Ebenso existiert keine palauische Botschaft in Deutschland; zuständig hierfür ist die Botschaft in Washington, D.C. Allerdings befindet sich in Koror der deutsche Honorarkonsul Thomas Schubert.

## Wirtschaft und Entwicklung
Den größten Faktor innerhalb der deutsch-palauischen Wirtschaftsbeziehungen macht der Tourismus deutscher Bürger nach Palau, besonders im Tauchsportbereich, aus. Ansonsten bleibt der Anteil der gegenseitigen Im- und Exporte an den Außenhandelsbeziehungen Deutschlands in beschränktem Umfang. Ebenfalls überschaubar sind die entwicklungspolitischen Bemühungen seitens der Bundesrepublik, die sich im Wesentlichen auf die Minenräumung von Sprengkörpern aus dem Zweiten Weltkrieg oder Kleinstprojekte beziehen. Des Weiteren unterstützt Deutschland die Entwicklung Palaus mittelbar durch seine Beiträge im Zuge des Cotonou-Abkommens.

## Kultur
Die sogenannten „Krämer“-Bände, die während der deutschen Südsee-Expedition des Marinearztes und Ethnologen Augustin Krämer in den Jahren 1907 bis 1910 entstanden, gelten als identitätsstiftendes, kodifiziertes Gedächtnis der in der heutigen Zeit vom Verfall bedrohten palauischen Kultur. Innerhalb des Kulturerhaltprogramms des Auswärtigen Amts fördert die deutsche Botschaft die Übertragung der Schriftwerke in die englische Sprache auch finanziell. Bei palauischen Gerichten gelten die fünf Bände der Krämeraufzeichnungen noch immer als einzig ausschlaggebende Quelle bei Grundstücksfragen und Stammesstreitigkeiten.
Bereits um 1862 war der Zoologe Karl Semper in Palau, dessen erst 1900 veröffentlichte ethnographische Betrachtungen etwa gegenüber den ernsthafteren Forschungen Johann Stanislaus Kubarys schon von Zeitgenossen als romanhaft und unwissenschaftlich charakterisiert worden waren. Sempers Faszination von der Fremde in der Südseewelt ist noch in den 1920er Jahren in einem Palau betitelten Gedicht Gottfried Benns wiederzufinden. 
Palau wurde zum Ziel einer durchaus bedeutenden deutschen Südseeromantik.
Für die deutsche Künstlergruppe Brücke wurde nach der Ausstellung von Bildern Paul Gauguins 1906 in Dresden Palau von Bedeutung. Gauguins Reisen nach Tahiti veranlassten Emil Nolde und Max Pechstein später zu Aufenthalten in der Südsee und auf Palau, Pechstein musste 1914 kriegsbedingt die Insel verlassen. Von 1909 bis 1911 wurden Stücke aus Sempers Sammlungen, unter anderem reichverzierte und prächtig bemalte Zierbalken aus Männerhäusern zusammen mit Malereien der Brücke in Schloss Moritzburg bei Dresden ausgestellt. Es kann von einem regelrechten Palaustil der Brücke gesprochen werden.